# Haaški konvenciji iz leta 1899 in leta 1907
Haaške konvencije iz leta 1899 in leta 1907 so mednarodni dogovori, sklenjeni na Prvi in Drugi haaški mirovni konferenci v Haagu leta 1899 in leta 1907, ki skupaj z Ženevskimi konvencijami tvorijo temeljne kodifikacije veljavnega vojnega in humanitarnega mednarodnega prava, ki je takrat bilo še v nastajanju. Tretja konferenca je bila načrtovana za leto 1914, vendar se nikoli ni začela zaradi začetka prve svetovne vojne.

## Haaška mirovna konferenca iz leta 1899
Prva mirovna konferenca je na pobudo ruskega carja Nikolaja II. trajala od 18. maja do 29. julija 1899. Tu sprejete konvencije in deklaracije so stopile v veljavo 4. oktobra 1900. Rezultat dela Konference iz leta 1899 so štiri konvencije in tri dodatne deklaracije:
•	I. konvencija – O mirnem reševanju mednarodnih sporov
•	II. konvencija – O zakonih in pravilih vojskovanja na kopnem
•	III. konvencija – O uporabi načela Ženevske konvencije iz leta 1864 za pomorsko vojskovanje
•	IV. konvencija – O prepovedi izstreljevanja projektilov in eksploziva iz balona
•	I. deklaracija – O izstreljevanju projektilov in eksploziva iz balona
•	II. deklaracija – O uporabi nabojev z zadušljivimi ali strupenimi plini
•	III. deklaracija – O uporabi nabojev z eksplozivnim zrnom, ki v telesu lahko razpadejo ali se sploščijo (tako imenovani dum-dum naboji)
Glavni učinek teh konvencij je prepoved ali omejitev uporabe nekaterih takrat novih tehnologij v vojni: bombandiranje iz zraka, uporaba kemičnega orožja in dum-dum nabojev. Prav tako je s Prvo konvencijo zasnovano Stalno arbitražno sodišče s sedežem v Haag, ki deluje še danes.

## Haaška mirovna konferenca iz leta 1907
Druga konferenca v Haagu je bila na pobudo ameriškega predsednika Roosevelta sklicana leta 1905, vendar je bila prestavljena zaradi rusko-japonske vojne. Konferenca je tako potekala od 15. junija do 18. oktobra leta 1907. Na konferenci so bile razširjene predhodne Haaške konvencije z menjavo in dodatkom nekaterih delov s poudarkom  na pomorskem vojskovanju. Britanci so poskušali omejiti obroževanje, vendar ni bilo posluha s strani ostalih sil, predvsem Nemčije, ki ni želela omejiti rasti svoje flote. Nemci so prav tako ponovno zavrnili predloge o obveznosti arbitraže. Kakorkoli, konferenca je razširila mehanizme dobronamerne arbitraže in sprejela konvencije, ki so urejale plačevanje dolga, pravila vojskovanja in prava in obveze nevtralnih držav.
Zaključni dogovor je bil podpisan 18. oktobra 1907, v veljavo pa je stopil 26. januarja 1910. Sestavljen je iz trinajstih konvencij, od katerih je dvanajst konvencij ratificiranih in so v veljavi.
To so:
•	I. konvencija — O mirnem reševanju mednarodnih sporov
•	II. konvencija — O omejitvi uporabe sile za uveljavitev poravnave dogovorjenih dolgov ( Porterova konvencija)
•	III. konvencija — O začetku sovražnosti
•	IV. konvencija — O zakonih in pravilih vojne na kopnem
•	V. konvencija — O pravicah in dolžnostih nevtralnih sil in oseb v slučaju vojne na kopnem
•	VI. konvencija — O postopkih ravnanja s sovražnimi trgovskimi ladjami pri izbruhu sovražnosti
•	VII. konvencija — O predelavi trgovskih ladij v vojne ladje
•
VIII. konvencija — O polaganju podmorskih avtomatskih kontaktnih min
•	IX. konvencija — O bombandiranju pomorskih sil v času vojne 
•	X. konvencija — O uporabi načela Ženevske konvencije (iz leta 1906) za pomorsko vojno
•	XI. konvencija — O omejitvah pri zasegu v pomorskih spopadih
•	XII. konvencija — O uvedbi mednarodnega sodišča za pomorski vojni plen (ta del ni ratificiran)
•	XIII. konvencija – O pravicah in dolžnostih nevtralnih sil v slučaju pomorske vojne
Sprejeti sta bili tudi dve deklaraciji:
•	I. deklaracija — Predelana Prva haaška deklaracija iz leta 1899, razširjena uporaba za druge tipe letal
•	II. deklaracija — O obvezni arbitraži